# Sibaniljá Pocolum
Sibaniljá Pocolum es una localidad del estado mexicano de Chiapas. Es parte del municipio de Tenejapa.

## Demografía
| Gráfica de evolución demográfica |
|                                  |

| Censo | Población |
| ----- | --------- |
| 1940  | 151       |
| 1950  | 311       |
| 1960  | 251       |
| 1970  | 438       |
| 1980  | 603       |
| 1990  | 913       |
| 2000  | 1 139     |
| 2010  | 1 419     |
| 2020  | 1 656     |